# 埃利奥·迪吕波
艾利歐·迪賀波（法語發音：[eljo di ʁupo]；1951年7月18日—）是比利时王國的社会民主主义政治人物，也是法语社会党的领导人。于2011年12月5日成为比利时首相。他是世界上第二位公開LGBT身分的國家領導人（冰島總理约翰娜·西于尔扎多蒂是第一位），第一位男同性戀者國家領導人，2014年10月7日卸任，11日法語革新運動黨的夏爾·米歇爾拜相，組成聯合內閣。

## 简介
艾利歐·迪賀波出身貧民窟，雙親都是來自意大利的移民。他1岁时父亲就去世了，母亲要照顾7个孩子。由于经济原因，3个孩子被送到离家庭1公里处的莫尔朗韦的孤儿院。后来他从蒙斯-埃诺大学（UMH）毕业，并获得化学博士学位，之後开始了他的职业生涯。

## 政治生涯

### 当选首相
比利时自2010年6月国会大选之後，多次组阁都告失败，截止2011年12月7日无政府状态已经累积到了541天，持续时间如此之长的无政府已创下了世界纪录。
2010年7月9日迪賀波被国王阿尔贝二世任命为组阁事务协调人。2011年12月5日被国王任命为首相，他将领导三大政党组成的联合政府。他是比利时30多年来首位讲法语的首相，也是自1974年以来的首次社会党人首相。

## 个人生活
1996年他已公开是一名男同性恋。他能流利地讲法语和意大利语；目前他正在学习提高自己的荷兰语水平，因为荷兰语是60%的比利时人的母语。

## 荣誉

### 比利时勋章奖章
- 利奥波德二世大十字勋章（2019年5月26日批准[4]）